# Il testamento del mostro
Il testamento del mostro (Le testament du Docteur Cordelier) è un film noir per la televisione del 1959 diretto da Jean Renoir.
Il film, introdotto dallo stesso Renoir che parla agli spettatori dall'interno di uno studio televisivo, è una rilettura in chiave moderna del romanzo Lo strano caso del dottor Jekyll e del signor Hyde di Robert Louis Stevenson.

## Trama
(Cordelier durante la confessione al notaio Joly)
Il dottor Cordelier, psichiatra ammirato e con una facoltosa clientela borghese, decide di ritirarsi a vita privata e dedicarsi alla ricerca scientifica, arrivando a comporre una pozione che gli permette di trasformarsi nel terribile Monsieur Opale, suo doppio "negativo". Solo sotto le spoglie del dinoccolato Opale, il celebre medico può dare sfogo ai propri istinti più reconditi e sfrenati.

## Produzione
Il film fu prodotto da la Compagnie Jean Renoir, RTF Sofirad.

### Un progetto innovativo ma controverso
Il testamento del mostro venne ideato sia come operazione di prestigio per la Radiodiffusion-Télévision Française, sia come esperimento sul rapporto tra cinema e televisione. I mezzi produttivi della RTF, emittente di Stato francese, furono messi a disposizione di Jean Renoir, uno dei grandi nomi del cinema transalpino. Il regista volle mettere a servizio del cinema le tecniche della televisione, al fine di lavorare in condizioni economiche più favorevoli, e dimostrare allo stesso tempo, come il cinema e la televisione, antagonisti noti, possano lavorare insieme. Il film, programmato per essere mostrato in simultanea nei cinema e in televisione, beneficiò di un budget molto più elevato rispetto alle produzioni televisive francesi del tempo: si trattò della produzione più costosa mai realizzata dalla televisione francese, sebbene fosse cinque volte inferiore al costo di una normale produzione cinematografica.
Sebbene godendo di commenti favorevoli sulla stampa, il progetto suscitò subito ostilità da parte dei professionisti del cinema, così come di quelli della televisione, dal momento che videro in esso una visione sfocata di entrambi questi media. Nomi importanti del cinema francese, che soffriva allora dei primi segni della concorrenza della televisione, chiesero ai distributori di boicottare la pellicola di Renoir, accusandolo di avere ricevuto dei finanziamenti statali. Il sindacato dei professionisti della televisione protestò contro il fatto che dei tecnici della RTF fossero stati impiegati in una produzione per il grande schermo, anche se pagati molto meno rispetto ai loro colleghi del cinema. Inoltre, la distribuzione prevista per il film, che era una prima in Francia, ebbe anche un problema di carattere legale in quanto la legge francese proibisce di trasmettere in TV un film prima che siano passati cinque anni dalla sua uscita nei cinema. Il film venne presentato al Festival di Venezia del 1959, dove non sollevò eccessivo entusiasmo da parte dei giornalisti.

### Soggetto
(Jean Douchet, Le Testament du Docteur Cordelier, in André Bazin, Jean Renoir, p.239.)

### Cast
(Jean Douchet, Le Testament du Docteur Cordelier, in André Bazin, Jean Renoir, p.239.)

### Riprese
Il film fu girato in due settimane nel mese di gennaio 1959, per gli interni negli studi della RFT di Parigi; per gli esterni a Marnes-la-Coquette, Pigalle, Parigi. (Giorgio De Vincenti, p. 368).

### Tecnica cinematografica
Racconta Jean Renoir:
(Jean Renoir, La mia vita. I miei film, p. 232.)

## Distribuzione
L'8 settembre 1959 il film fu presentato, fuori concorso, alla Mostra internazionale d'arte cinematografica di Venezia.

### Uscita ritardata
A fronte delle molteplici opposizioni al quale venne sottoposto, Il testamento del mostro dovette attendere più di due anni prima di poter essere mostrato ad un grande pubblico. Nel corso dell'anno 1961, la pellicola venne distribuita in Svizzera e Italia; a partire dal mese di giugno, poté essere proiettata anche nei cinema francesi, ma solo in quelli della provincia. Solamente nel novembre dello stesso anno viene finalmente trasmesso in televisione (sollevando il fastidio di alcuni giornali a causa del forte battage pubblicitario). Il giorno dopo, viene distribuito anche nei cinema di Parigi.
In Francia uscì il 16 novembre 1961, in contemporanea nelle sale e sugli schermi televisivi : a Parigi fu proiettato al cinema "George V", in Avenue des Champs Elysées 144-146, e la stessa sera,  alle ore 21.15, fu trasmesso dalla RTF.
A Londra uscì nell'aprile 1963.

## Accoglienza

### Critica
François Truffaut:
(François Truffaut, I film della mia vita, pp. 49-52)
Paolo Mereghetti:
(Paolo Mereghetti, Dizionario dei Film, p. 1191.)

## Tematiche e caratteristiche
Il film si colloca perfettamente in linea con il tracciato che si dipana da La donna della spiaggia.
Vi ritroviamo alcuni motivi dominanti che segnano il percorso cinematografico del regista:
- tematizzazione della televisione: Renoir, ospite in studio e regista, incastona il suo film all'interno della cornice televisiva, fonde due procedimenti, quello del teatro e quello del nuovo mezzo di comunicazione.
- ambientazione: le riprese in studio si alternano alle riprese in esterni nella periferia di Parigi: teatro e realtà si articolano uno sull'altra.
- errori commessi da Cordelier nella sua carriera di medico e sua inconfessabile duplicità.
- bianco e nero: calandosi nell'esperienza televisiva il regista ne esalta l'aspetto linguistico; è in sintonia con il paesaggio, il grigio tipico di Parigi e con il clima di racconto morale.
- gestualità di Opale: "sottile, mobilissimo nei suoi abiti fuori misura, saltellante come un Arlecchino intellettualizzato e severo, tanto più diabolico perché perfettamente logico e padrone di sé".
- arredi dello studio di Cordelier: macchinari scientifici e oggetti artistici, ambiguità dei ruoli di scienza ed arte.[3]